# Ladākh Range
Ladākh Range är en bergskedja i Indien, på gränsen till Pakistan. Den ligger i den norra delen av landet, 600 km norr om huvudstaden New Delhi.